# Casa de Santa Eufémia
A Casa de Santa Eufémia, ou Quinta de Santa Eufémia, é uma quinta com casa senhorial localizada na freguesia portuguesa de Alcafache, no município de Mangualde, no Distrito de Viseu.